# Jezioro Sycyńskie
Sycyńskie – jezioro polodowcowe położone w gminie Oborniki (na jej zachodnim skraju), na północny zachód od Sycyna.
Jezioro położone jest w zlewni rzeki Samy. Jest to mały, naturalny, odpływowy, stopniowo zarastający zbiornik (4,5 lub 7 ha), który łączy się z Samą rowem. Planowane jest utworzenie w jego rejonie użytku ekologicznego.
W pobliżu znajdują się: rezerwat przyrody Dołęga, groby w Lasach Kobylnickich i rzeka Warta.